# Manaphy
Manaphy (マナフィ, Manafi) maakte zijn debuut in de negende Pokémonfilm Pokémon Ranger and the Temple of the Sea, en er wordt over hem gezegd dat hij de prins van alle zeepokémon is. Hij was de zesde Pokémon van de vierde generatie die werd onthuld door CoroCoro Magazine. Naast zijn aankondiging waren er nog drie silhouetten te zien van andere Pokémon. Deze Pokémon waren Mantyke, Buizel en Chatot.
Manaphy is een blauwe druppel-achtige Pokémon. Hij heeft twee lange antennes uit zijn kop steken. Aan het uiteinde van deze antennes zitten ronde objecten die aan een bal doen denken. Manaphy gebruikt deze antennes voor zijn aanval Heart Swap waarmee de energie van organismen kan verwisselen. Ook heeft Manaphy juweel-achtige tekens op zijn buik; een grote rode en een kleinere gele. Er wordt gezegd dat Manaphy in koude wateren leeft en veel kilometers aflegt onder water. Aanpassingen van de omgeving hebben veel invloed op Manaphy; zijn lichaam bestaat voor tachtig procent uit water. Ook kan Manaphy mensentaal leren spreken.
Wanneer Manaphy paart met Ditto, zullen ze een ei produceren waaruit een Phione zal verschijnen. In tegenstelling tot de meeste Pokemon die uit eieren komen is het voor Phione niet mogelijk om te evolueren in Manaphy. Manaphy is verkrijgbaar door het Manaphy Egg uit het spel Pokémon Ranger te sturen naar Pokémon Diamond and Pearl.
Zijn hoofdaanval Heart Swap is eigenlijk een psychische aanval terwijl Manaphy zelf een watertype Pokémon is. Deze aanval zorgt ervoor dat alle statistiekverlagende aanvallen van de vijand op Manaphy worden opgeheven en worden teruggekaatst naar de vijand zelf.